# En kvinna under påverkan (musikalbum)
En kvinna under påverkan är ett musikalbum av Kajsa Grytt som släpptes den 14 april 2011. 
Skivan producerades av Jari Haapalainen som också är med och spelar gitarr på skivan. Henrik "Kisa" Nilsson spelar bas och Daniel Gamba spelar trummor. Alla sångerna är skrivna av Kajsa Grytt utom 7 och 9 som är skrivna av Kajsa Grytt och Jari Haapalainen.
Allt faller släpptes som mp3-singel den 9 april 2009 och Du ska ramla och trilla den 14 februari 2011.

## Låtförteckning
| Nr  | Titel                   | Längd | Noteringar                                        |
| --- | ----------------------- | ----- | ------------------------------------------------- |
| 1.  | Jag klarar mig ändå     | 2:48  | Kör: Birgit Bidder                                |
| 2.  | Allt faller             | 4:24  | Kör: Nike Markelius                               |
| 3.  | Du ska ramla och trilla | 2:56  | Kör: Birgit Bidder                                |
| 4.  | Min pojke och Manhattan | 4:49  | Kör: Birgit Bidder                                |
| 5.  | Den finländska dimman   | 3:30  | Kör: Birgit Bidder                                |
| 6.  | Somom                   | 4:31  | Kör: Birgit Bidder                                |
| 7.  | Färgexplosion           | 5:28  | Kör: Birgit Bidder                                |
| 8.  | Femton                  | 3:06  | Kör: Birgit Bidder                                |
| 9.  | Men ge upp!             | 2:47  | Gitarr: Fabian Grytt, sång: Henrik "Kisa" Nilsson |
| 10. | Därför                  | 4:01  | Kör: Birgit Bidder                                |